# Hit (singel)
Hit – singel promujący projekt pt. Pozytywne Wibracje, vol.1, nagrywany i zmiksowany w listopadzie 1997 roku w Izabelin Studio (partie skrzypiec Michała Urbaniaka zostały nagrane w Nowym Jorku w Hell’s Kitchen Recording), zaś wydany w 1998 roku przez firmę fonograficzną PolyGram Polska. Utwór napisali: Jacek Pszenicki i Maciej Kierzkowski. Zawiera wstawkę wokalną (wykonywaną przez Kayah) pochodzącą z utworu Papaya Urszuli Dudziak. Za aranżację i miks są odpowiedzialni Andrzej Karp oraz Jarosław Kidawa (wyjątek: solówka Urbaniaka – przez niego samego). Mastering wykonała Julita Emanuiłow. Projekt graficzny singla wykonał Jacek Dyga (jako DJ JD13), zdjęcie „Kambodża Girl” jest autorstwa Stanisława Trzcińskiego. Wydanie tego singla miało charakter kontrowersyjny, ponieważ nie zgodziła się na to formalnie Kayah, a mimo to płyta promocyjna ujrzała światło dzienne.

## Spis utworów
1. Hit – Original Mix (Radio) 3:59
2. Hit – Radio Extended Version 6:54
3. Hit – Big Brothers Mix by Andrzej Karp featuring Pilich 4:06
4. Hit – Club Mix by Mietek Felecki for Groove Lab 4:20
5. Hit – Hg Surface Mix by Millenium 5:32
6. Hit – Instrumental Version 3:35

## Members of Pozytywne Wibracje
- Kayah – wokal
- Michał Urbaniak
- Wojtek Pilichowski
- zespół REJS
- Bogusz Bilewski Jr.
- Wojtek Olszak
- Michał Grymuza
- Michał Dąbrówka
- Marcin Nowakowski
- Łukasz Golec
- Paweł Golec
- Grzegorz Piotrowski